# European Committee for Sports History
Das European Committee for Sports History (CESH) ist ein Verband der europäischen Sporthistoriker. Er wurde 1995 in Bordeaux gegründet. Der Gründungspräsident war Arnd Krüger.
Der Verband hat ein College of Fellows, das die führenden (2021: 101 aus 24 Staaten) Sporthistoriker kooptiert, sofern sie wenigstens eine sporthistorische Monographie veröffentlicht haben, an Tagungen von CESH teilnehmen und in zwei europäischen Sprachen arbeitsfähig sind. Ziel der Organisation ist die bessere Kooperation zwischen Sporthistorikern in Europa. Hierzu werden jährliche wissenschaftliche Tagungen (bisher in 12 Staaten) durchgeführt. 2001 fand sie in an der Universität Göttingen in Kooperation mit dem Niedersächsischen Institut für Sportgeschichte statt, 2023 an der Deutschen Sporthochschule Köln statt.
Während der Tagungen werden Preise für die besten Nachwuchsarbeiten vergeben und ein verdienter Sporthistoriker hält die Horst Ueberhorst Memorial Lecture. Die Organisation gibt eine wissenschaftliche Zeitschrift heraus, die seit 2008 als European Studies in Sports History von der Rouen and Le Havre University Press veröffentlicht wird (Daphné Bolz Chefredaktion). Das Annual of CESH wurde von 2000 bis 2005 (Redaktion James Riordan und Swantje Scharenberg) herausgegeben.

## Fellows aus deutschsprachigen Staaten
- Arnd Krüger
- Joachim K. Rühl
- Horst Ueberhorst
- Wolfgang Buss
- Wolfgang Decker
- Swantje Scharenberg
- Rudolf Müllner
- Bettina Kratzmüller
- Annette Hofmann
- Daphné Bolz
- Stephan Wassong
- Matthias Marschik
- Gerd Falkner